# Релігія на Тайвані
Релігія на Тайвані характеризується різноманітністю релігійних вірувань та звичаїв, переважно тих, що стосуються постійного збереження давньокитайської культури та релігії. Свобода віросповідання занесена до конституції Китайської Республіки.
Більшість тайванців сповідують поєднання буддизму та даосизму, часто з конфуціанським світоглядом, який у сукупності називають китайською традиційною релігією.

## Релігії

#### Буддизм

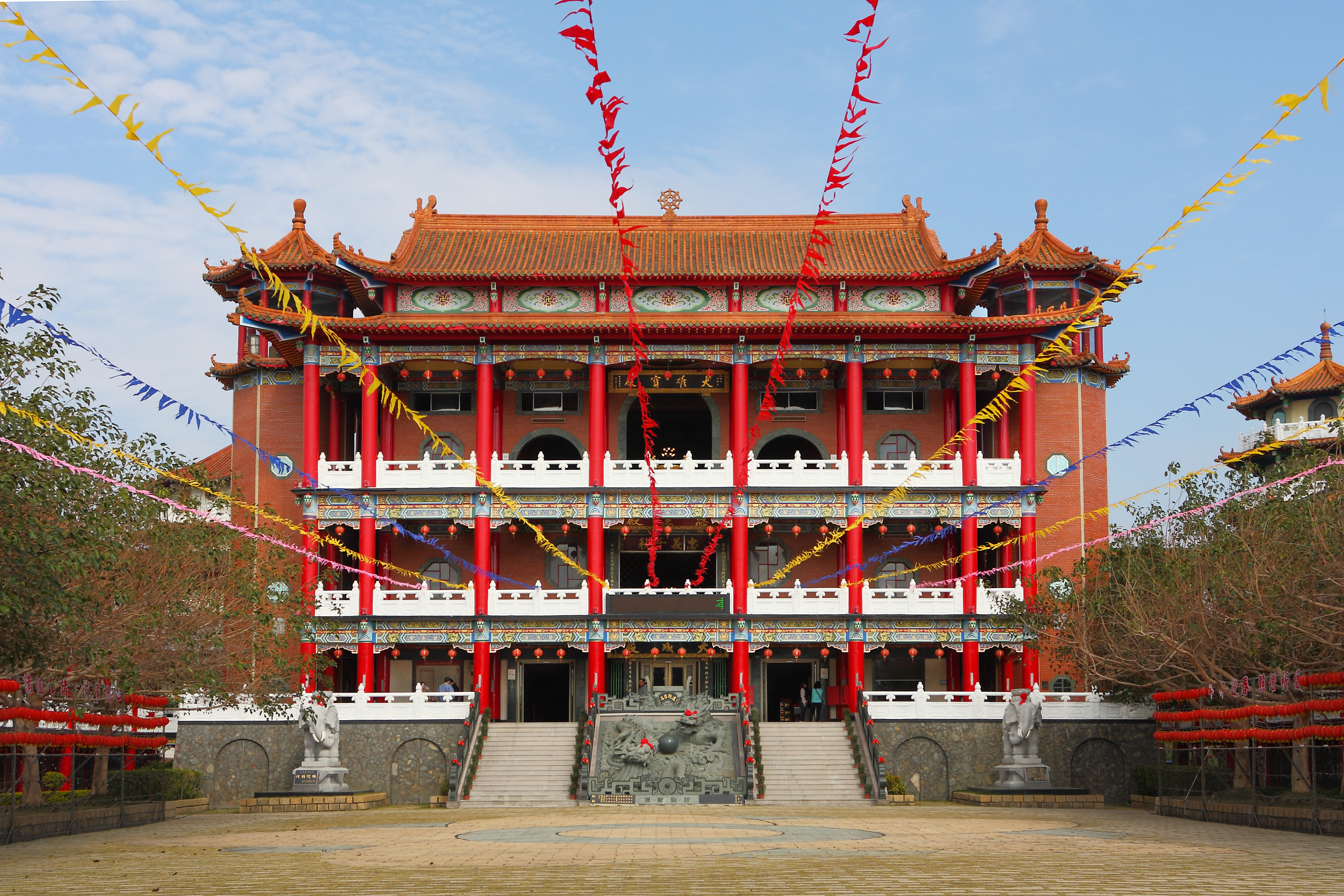
Храм Великого Будди в Чжанхуа

Буддизм був впроваджений на Тайвані в середині династії Цін (18 століття).  
Відтоді на Тайвані процвітали кілька форм буддизму. Під час японської окупації японські школи буддизму (такі як буддизм Шінгон, Джодо Шіншу, Нітірен Шу ) отримали вплив на багато тайванських буддійських храмів у рамках японської політики культурної асиміляції.
Після закінчення Другої світової війни та заснування на острові Китайської Республіки багато ченців з материкового Китаю переїхали на Тайвань, включаючи Інь Шуня (印順), який, як правило, вважається ключовою фігурою, яка принесла гуманістичний буддизм на Тайвань.
Сьогодні на Тайвані є кілька великих гуманістичних буддійських та буддійських модерністських організацій.

#### Християнство

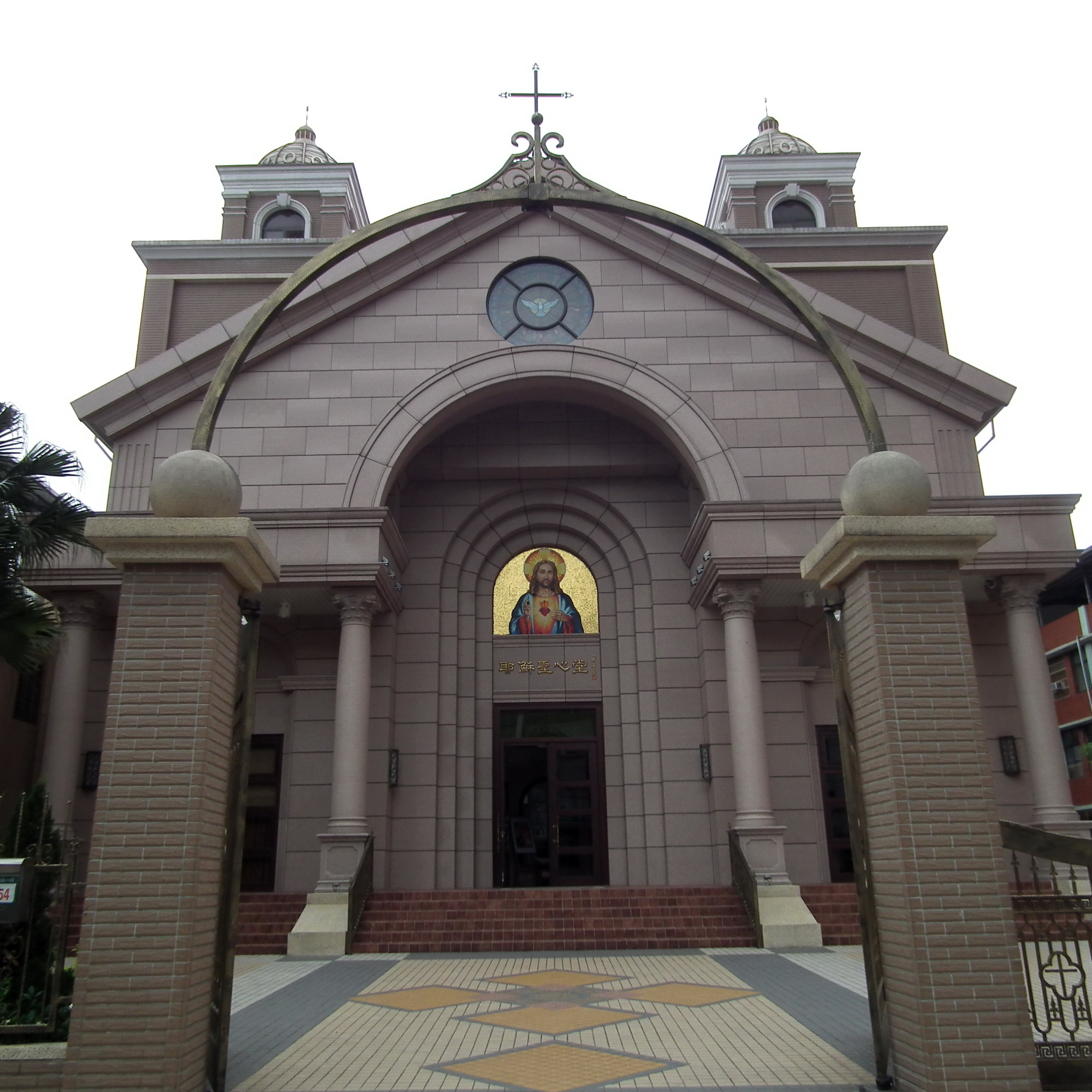
Церква Найсвятішого Серця Ісуса в Шуліні, Новий Тайбей.

Християнство на Тайвані складало 3,9% населення за переписом 2005 року. Християни на острові включали приблизно 600 000 протестантів, 300 000 католиків. 
Незважаючи на статус меншості, багато з перших політичних лідерів Гоміндану Китайської Республіки були християнами. Кілька президентів Китайської Республіки були християнами, включаючи Сунь Ятсена, який був конгрегаціоналістом, Чан Кайші та Чан Чін-куо, які були методистами, Лі Денхуей є членом Пресвітеріанської Церкви.

#### Іслам
Вперше іслам досяг Тайваню в XVII столітті, коли мусульманські сім’ї з прибережної провінції Фуцзянь на півдні Китаю супроводжували Коксінгу під час його вторгнення, щоб витіснити голландців з Тайваню. Іслам не поширився, їх нащадки асимілювалися в місцевому тайванському суспільстві, прийнявши місцеві звичаї та релігії.

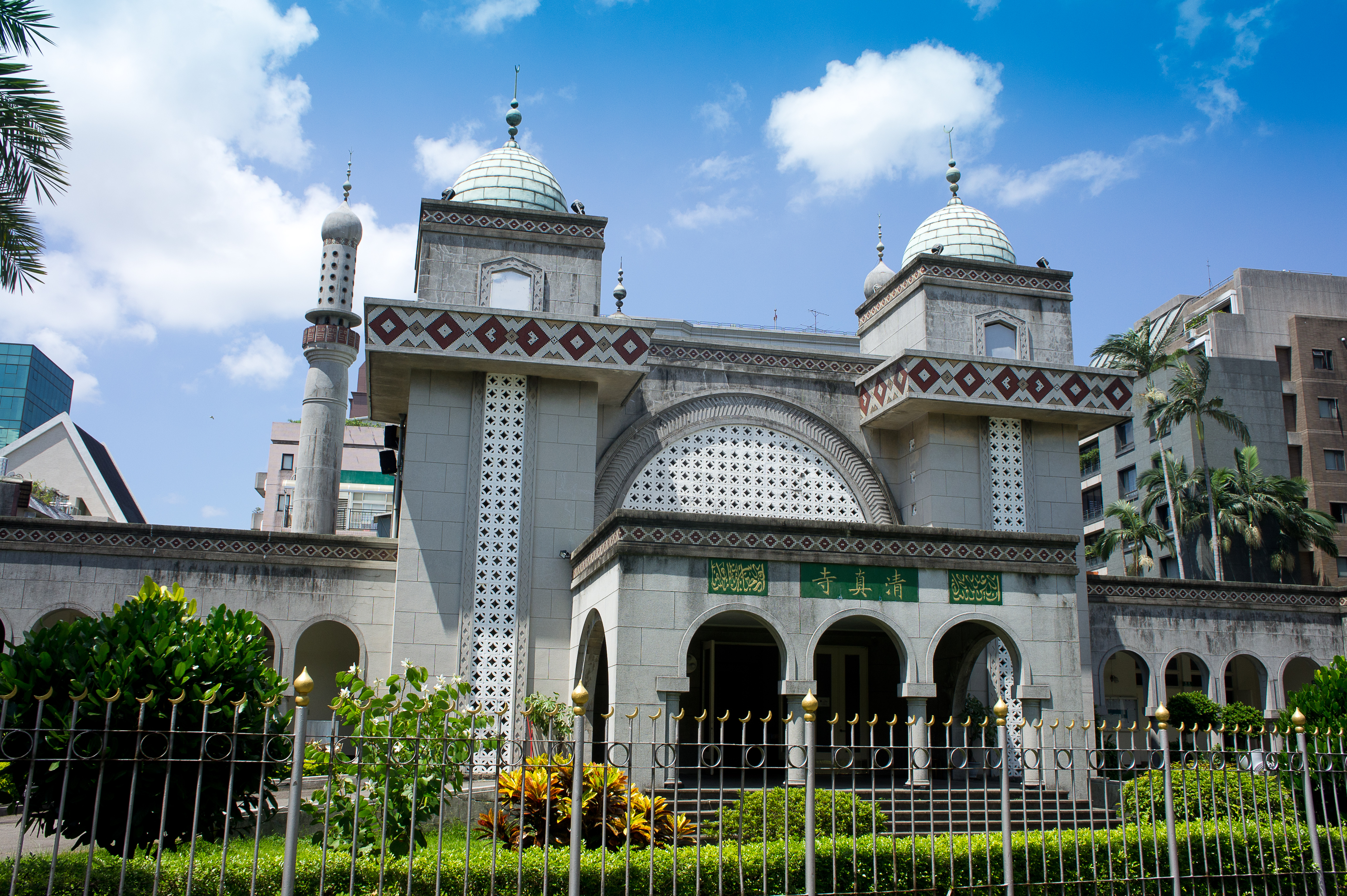
Тайбейська соборна мечеть

У 2021 році на Тайвані проживало 280 000 мусульман, більшість з яких були іноземними громадянами.